# Żona na pokaz
Żona na pokaz (Trophy Wife) – komediowy amerykański serial telewizyjny wyprodukowany przez ABC Studios. Serial jest emitowany od 24 września 2013 roku. Twórcami serialu są Emily Halpern i Sarah Haskins. Stacja ABC zamówiła pełny sezon serialu Trophy Wife, który liczył 22 odcinki.
9 maja 2014 roku, stacja ABC ogłosiła anulowanie serialu Żony na pokaz.

## Fabuła
Akcja serialu toczy się wokół Kate, która lubi imprezować. Jej życie ulega wielkiej zmianie, kiedy zakochuje się w starszym mężczyźnie, który ma za sobą dwa rozwody i trójkę dzieci. Natomiast jego byłe żony nie szczędzą osądów na temat Katy.

## Obsada

### Główna
- Malin Åkerman jako Kate Harrison
- Bradley Whitford jako Pete Harrison
- Marcia Gay Harden jako Dr. Diane Buckley, pierwsza była żona Pete'a
- Michaela Watkins jako Jackie Fisher, druga była żona Pete'a
- Natalie Morales jako Meg Gomez, najlepsza przyjaciółka Kate
- Bailee Madison jako Hillary Harrison, córka Pete'a i Diane
- Ryan Lee jako Warren Harrison, syn Pete'a i Diane
- Albert Tsai jako Bert Harrison, adoptowany syn Pete'a i Jackie

### Gościnna
- Rob Corddry jako Sensei Rick, instruktor sztuk walki[4]
- Cybill Shepherd jako Cricket, matka Kate[5]

## Odcinki
| Sezon | Sezon | Odcinki | Oryginalna emisja | Oryginalna emisja | Oryginalna emisja | Oryginalna emisja | Oryginalna emisja |
| Sezon | Sezon | Odcinki | Premiera sezonu   | Finał sezonu      | Premiera sezonu   | Finał sezonu      |                   |
| ----- | ----- | ------- | ----------------- | ----------------- | ----------------- | ----------------- | ----------------- |
|       | 1     | 22      | 24 września 2013  | 13 maja 2014      | 10 maja 2014      | 19 lipca 2014     |                   |

### Sezon 1 (2013)
| Nr | #  | Tytuł                                         | Polski tytuł          | Reżyseria            | Scenariusz                     | Premiera             | Premiera        |
| -- | -- | --------------------------------------------- | --------------------- | -------------------- | ------------------------------ | -------------------- | --------------- |
| 1  | 1  | Pilot                                         | Wywiadówka            | Jason Moore          | Emily Halpern, Sarah Haskins   | 24 września 2013     | 10 maja 2014    |
| 2  | 2  | Cold File                                     | Sprawdzian            | Bryan Gordon         | Emily Halpern, Sarah Haskins   | 1 października 2013  | 10 maja 2014    |
| 3  | 3  | The Social Network                            | Media społecznościowe | Jason Moore          | Daniel Chun                    | 8 października 2013  | 17 maja 2014    |
| 4  | 4  | The Breakup                                   | Zerwanie              | Jeff Melman          | Lindsey Shockley               | 15 października 2013 | 17 maja 2014    |
| 5  | 5  | The Tryst                                     | Schadzka              | Victor Nelli         | Casey Johnson, David Windsor   | 22 października 2013 | 24 maja 2014    |
| 6  | 6  | Halloween                                     | Halloween             | Alex Hardcastle      | Vijal Patel                    | 29 października 2013 | 24 maja 2014    |
| 7  | 7  | The Date                                      | Randka                | Eric Appel           | Gail Lerner                    | 5 listopada 2013     | 31 maja 2014    |
| 8  | 8  | Lice and Beary White                          | Wszy i biały miś      | Elliot Hegarty       | Stacy Traub                    | 12 listopada 2013    | 31 maja 2014    |
| 9  | 9  | Russ Bradley Morrison                         | Wycieczka do muzeum   | Peter Lauer          | Daniel Chun                    | 12 listopada 2013    | 7 czerwca 2014  |
| 10 | 10 | Twas the Night Before Christmas... Or Twas It | Szalona Wigilia       | John Fortenberry     | Lindsey Shockley               | 10 grudnia 2013      | 7 czerwca 2014  |
| 11 | 11 | The Big 5-O                                   | 50. urodziny Pete`a   | Christine Gernon     | Vijal Patel                    | 7 stycznia 2014      | 14 czerwca 2014 |
| 12 | 12 | The Punisher                                  | Dyscyplina            | Rebecca Asher        | Ben Smith                      | 14 stycznia 2014     | 14 czerwca 2014 |
| 13 | 13 | The Tooth Fairy                               | Zębowa wróżka         | Jeff Melman          | Justin Malen                   | 21 stycznia 2014     | 21 czerwca 2014 |
| 14 | 14 | Foxed Lunch                                   | Umoczony biznes       | Beth McCarthy-Miller | Casey Johnson, David Windsor   | 4 lutego 2014        | 21 czerwca 2014 |
| 15 | 15 | Happy Bert Day                                | Urodziny Berta        | Eric Appel           | Ava Tramer                     | 4 marca 2014         | 28 czerwca 2014 |
| 16 | 16 | The Wedding - Part One                        | Wesele, cz. 1         | Jason Moore          | Lindsey Shockley               | 11 marca 2014        | 28 czerwca 2014 |
| 17 | 17 | The Wedding - Part Two                        | Wesele, cz. 2         | Claire Scanlon       | Emily Halpern, Sarah Haskins   | 18 marca 2014        | 5 lipca 2014    |
| 18 | 18 | Couples Therapy                               | Terapia dla par       | Gail Lerner          | Gail Lerner                    | 1 kwietnia 2014      | 5 lipca 2014    |
| 19 | 19 | The Minutes                                   | Notatki z zebrania    | Tristam Shapeero     | Ben Smith                      | 8 kwietnia 2014      | 12 lipca 2014   |
| 2  | 20 | There's No Guy in Team                        | Drużyna bez faceta    | Ken Marino           | Howie Tremer                   | 29 kwietnia 2014     | 12 lipca 2014   |
| 21 | 21 | Back to School                                | Powrót do szkoły      | Matt Sohn            | Streeter Seidell               | 6 maja 2014          | 19 lipca 2014   |
| 22 | 22 | Mother's Day                                  | Dzień Matki           | Paul Lauer           | Gene Stupnitsky, Lee Eisenberg | 13 maja 2014         | 19 lipca 2014   |